# Kanaalbrug Maagdenburg

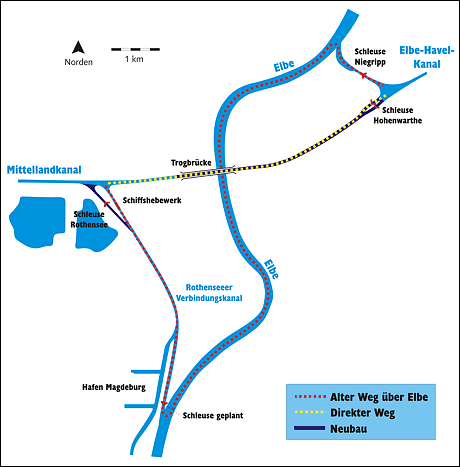
Detailkaart van de locatie

Kanaalbrug Maagdenburg is een kanaalbrug in Duitsland die ten noordoosten van de stad Maagdenburg het Mittellandkanal ongelijkvloers bovenlangs laat kruisen met de Elbe.

## Functie
Door de aanleg van de brug ontstond in 2003 een directe verbinding tussen het Mittellandkanal en het Elbe-Havel-Kanal (en het Oder-Havel-Kanal verder naar het oosten) zodat een omweg van 12 km en gebruik van de Scheepslift Rothensee overbodig werd. De brug is met een lengte van 918 m de grootste kanaalbrug in Europa, en maakt deel uit van het zogenaamde Wasserstraßenkreuz Magdeburg.

## Beschrijving
Na de Duitse hereniging werd in 1993 gestart met het maken van nieuwe plannen voor de brug. Op 15 december 1997 werd de opdracht gegeven voor de bouw van de kanaalbrug tegen een aanneemsom van 210 miljoen Duitse mark. De bouw begon in maart 1998. Op 10 oktober 2003 was de brug gereed en klaar voor gebruik. De daadwerkelijke bouwkosten bleven met 80 miljoen euro ver onder het geraamd bedrag.
De brug gaat over de Elbe. Voor het scheepvaartverkeer op de rivier staan de brugpalen 90 meter uit elkaar en is er een minimale doorvaarthoogte van 6,5 meter. Het geheel is 918 meter lang, hiervan is het grootste deel een verhoogd kanaal dat naar de kanaalbrug leidt. Bij de oever van de Elbe aangekomen is er een korte stalen bak van 57,1 meter lang, gevolgd door de grote bak van 106 meter en tot slot weer een korte bak van 57,1 meter. De brug zelf is 34 meter breed en de bodem ligt 4,25 meter onder de waterspiegel. De nuttige breedte voor de binnenvaart is 32 meter. In de brug is 24.000 ton staal en 68.000 m³ beton verwerkt.

## Naslagwerken
- (de)  ARGE Kanalbrücke Magdeburg und Wasserstraßen-Neubauamt Magdeburg Kanalbrucke uber die Elbe, met veel foto’s tijdens de bouw (pdf: 884 kB)
- (de)  Wasser- und Schifffahrtsverwaltung des Bundes, Wasser- und Schifffahrtsdirektion Ost, Magdeburg 2011 Wasserstraßenkreuz Magdeburg (pdf: 3,3 MB)